# Ust´-Barguzin
Ust´-Barguzin – osiedle typu miejskiego w Rosji, w Buriacji, 270 km na północny wschód od Ułan-Ude. W 2009 liczyło 7 105 mieszkańców.